# FK Laktaši
El FK Laktasi (en serbio: Фудбалски клуб Лaктaши) es un equipo de fútbol de Bosnia y Herzegovina que juega en la Segunda Liga de la República Sprska, una de las ligas que conforman la tercera división de fútbol en el país.

## Historia
Fue fundado el 16 de junio de 1974 en la ciudad de Laktasi de la República Sprska como el sucesor del Laktasi SK por idea de Tomislav Davidovic y Branko Banjak e iniciaron en las ligas regionales de la entonces República Socialista de Bosnia y Herzegovina.
Al fundarse la Federación de Fútbol de la República Sprska en 1992, el Laktasi formó parte de ella y jugó en la segunda liga de la zona, pero fue relegado a la tercera liga por una reorganización de parte de la Federación.
Su logro más importante se dio en la temporada 2006/07 cuando alcanzaron por primera vez la Liga Premier de Bosnia y Herzegovina.

## Palmarés
- First League of the Republika Srpska (1): 2007
- Second League of Republika Srpska – West (1): 2004
- Third League of Republika Srpska – West (1): 2003